# Orisha (éditeur de logiciels)
Pour les articles homonymes, voir Orisha.
Orisha, anciennement DL Software, est une entreprise européenne spécialisée dans l’édition de progiciels de gestion intégré  pour les secteurs de l’immobilier, de la santé et du BTP. En 2022, Orisha réalise un chiffre d’affaires de plus de 200 millions d’euros. Le groupe, né en France, compte 1300 collaborateurs[Quoi ?]. L’entreprise compte 100 000 clients  dans plus de 50 pays.

## Historique
L’entreprise DL Software est fondée en 2003[réf. souhaitée]. En 2021, TA Associates, acteur du capital-investissement dans le secteur technologique, devient actionnaire majoritaire de l’entreprise.
Depuis sa création en 2003, l’entreprise a acquis 25 PME spécialisées dans l’édition de logiciels métiers.
En 2022, l’entreprise prend une dimension internationale grâce au rachat d’Openbravo et Cow Hills, deux éditeurs de logiciels de caisse pour le secteur des grandes enseignes de la vente au détail. 
Le 19 octobre 2023, DL Software change d’identité et devient Orisha.
En 2023, Orisha se positionne à la 23ᵉ position du classement Top 250 des éditeurs de logiciel, palmarès réalisé chaque année par EY.

### Chronologie des acquisitions
- 2003 : GIAM[10] et Thelis
- 2004 : Progimed[11]
- 2006 : Loginor
- 2008 : HEXA COMPUTIQUE[12] et BIOSYSTEM
- 2009 : Ginkoia[13] et ARMURE[14]
- 2010 : Juxta et CIM[15]
- 2014 : Flag Systèmes[16]
- 2015 : SERIG
- 2017 : Futurosoft[17] et Fastmag
- 2018 : Devlyx
- 2019 : Egide et Wipimo[18]
- 2020 : Infoelsa[19]
- 2021 : Serca, Pyxistem, Antibia, Sephira, Onaya, Jestimo, Gercop[20]
- 2022 : Casap[21], Bimedia[22], Cow Hills, Openbravo
- 2023 : EnVisite, KEL Groupe[réf. nécessaire]
- 2024 : Must Informatique, Teranga Software[23]